# Cordilura confusa
Cordilura confusa är en tvåvingeart som beskrevs av Friedrich Hermann Loew 1863. Cordilura confusa ingår i släktet Cordilura och familjen kolvflugor. Inga underarter finns listade i Catalogue of Life.